# Liste der Kulturdenkmale in Dieterode
Die Liste der Kulturdenkmale in Dieterode umfasst die als Ensembles, Einzeldenkmale und Bodendenkmale erfassten Kulturdenkmale in der thüringischen Gemeinde Dieterode und ihrer Ortsteile (Stand: 11. Februar 2025).
Die Angaben in der Liste ersetzen nicht die rechtsverbindliche Auskunft der zuständigen Denkmalschutzbehörde.

## Legende
- Bild: zeigt ein Bild des Kulturdenkmals und gegebenenfalls einen Link zu weiteren Fotos des Kulturdenkmals im Medienarchiv Wikimedia Commons
- Bezeichnung: Name, Bezeichnung oder die Art des Kulturdenkmals
- Lage: Wenn vorhanden Straßenname und Hausnummer des Kulturdenkmals; Grundsortierung der Liste erfolgt nach dieser Adresse. Der Link Karte führt zu verschiedenen Kartendarstellungen und nennt die Koordinaten des Kulturdenkmals.
 Kartenansicht, um Koordinaten zu setzen – in dieser Kartenansicht sind Kulturdenkmale ohne Koordinaten mit einem roten bzw. orangen Marker dargestellt und können in der Karte gesetzt werden. Kulturdenkmale ohne Bild sind mit einem blauen bzw. roten Marker gekennzeichnet, Kulturdenkmale mit Bild mit einem grünen bzw. orangen Marker.
- Datierung: gibt das Jahr der Fertigstellung beziehungsweise das Datum der Erstnennung oder den Zeitraum der Errichtung an
- Beschreibung: bauliche und geschichtliche Einzelheiten des Kulturdenkmals, vorzugsweise die Denkmaleigenschaften
- ID: Die ID identifiziert das Kulturdenkmal eindeutig. In Thüringen sind aktuell keine IDs veröffentlicht. In der ID-Spalte kann sich auch folgendes Icon  befinden, dies führt zu Angaben zu diesem Kulturdenkmal bei Wikidata.

## Einzeldenkmale
| Bild                                    | Bezeichnung                                                        | Lage                                                                                     | Datierung | Beschreibung | ID |
| --------------------------------------- | ------------------------------------------------------------------ | ---------------------------------------------------------------------------------------- | --------- | ------------ | -- |
| weitere Bilder Fotos hochladen          | Kirche mit Ausstattung und Kirchhof / Kath. Filialkirche St. Georg | Dorfstraße 1 Flur 2 / Flurstück(e) 153 (Karte)                                           |           |              |    |
| Direkt Bild zu diesem Denkmal hochladen | Kruzifix                                                           | Dorfstraße 1 an der Kirche Flur 2 / Flurstück(e) 153                                     |           |              |    |
| Direkt Bild zu diesem Denkmal hochladen | Wohnhaus mit Torfahrt                                              | Dorfstraße 13 Flur 2 / Flurstück(e) 131                                                  |           |              |    |
| Direkt Bild zu diesem Denkmal hochladen | Wohnhaus                                                           | Dorfstraße 14 Flur 2 / Flurstück(e) 146                                                  |           |              |    |
| Direkt Bild zu diesem Denkmal hochladen | Hofanlage                                                          | Dorfstraße 15 Flur 2 / Flurstück(e) 149                                                  |           |              |    |
| Direkt Bild zu diesem Denkmal hochladen | Wohnhaus / ehem. Schulzenamt                                       | Dorfstraße 16a Flur 2 / Flurstück(e) 459/152                                             |           |              |    |
| Direkt Bild zu diesem Denkmal hochladen | Wohnhaus und Scheune                                               | Dorfstraße 8 Flur 2 / Flurstück(e) 601/132                                               |           |              |    |
| Direkt Bild zu diesem Denkmal hochladen | Wohnhaus und Wirtschaftsgebäude                                    | Dorfstraße 9 Flur 2 / Flurstück(e) 129/2                                                 |           |              |    |
| Direkt Bild zu diesem Denkmal hochladen | Kruzifix mit Lindenpaar                                            | Dorfstraße o. Nr. Straße nach Rüstungen Flur 2 / Flurstück(e) 433/8                      |           |              |    |
| Direkt Bild zu diesem Denkmal hochladen | Bildstock                                                          | Dorfstraße o. Nr. Waldstück bei der Straße nach Schwobfeld Flur 2 / keine Flurstücks-Nr. |           |              |    |
| Direkt Bild zu diesem Denkmal hochladen | Bildstock                                                          | Dorfstraße o. Nr. Straße nach Schwobfeld Flur 2 / Flurstück(e) 273/2                     |           |              |    |